# Mino-Keramik

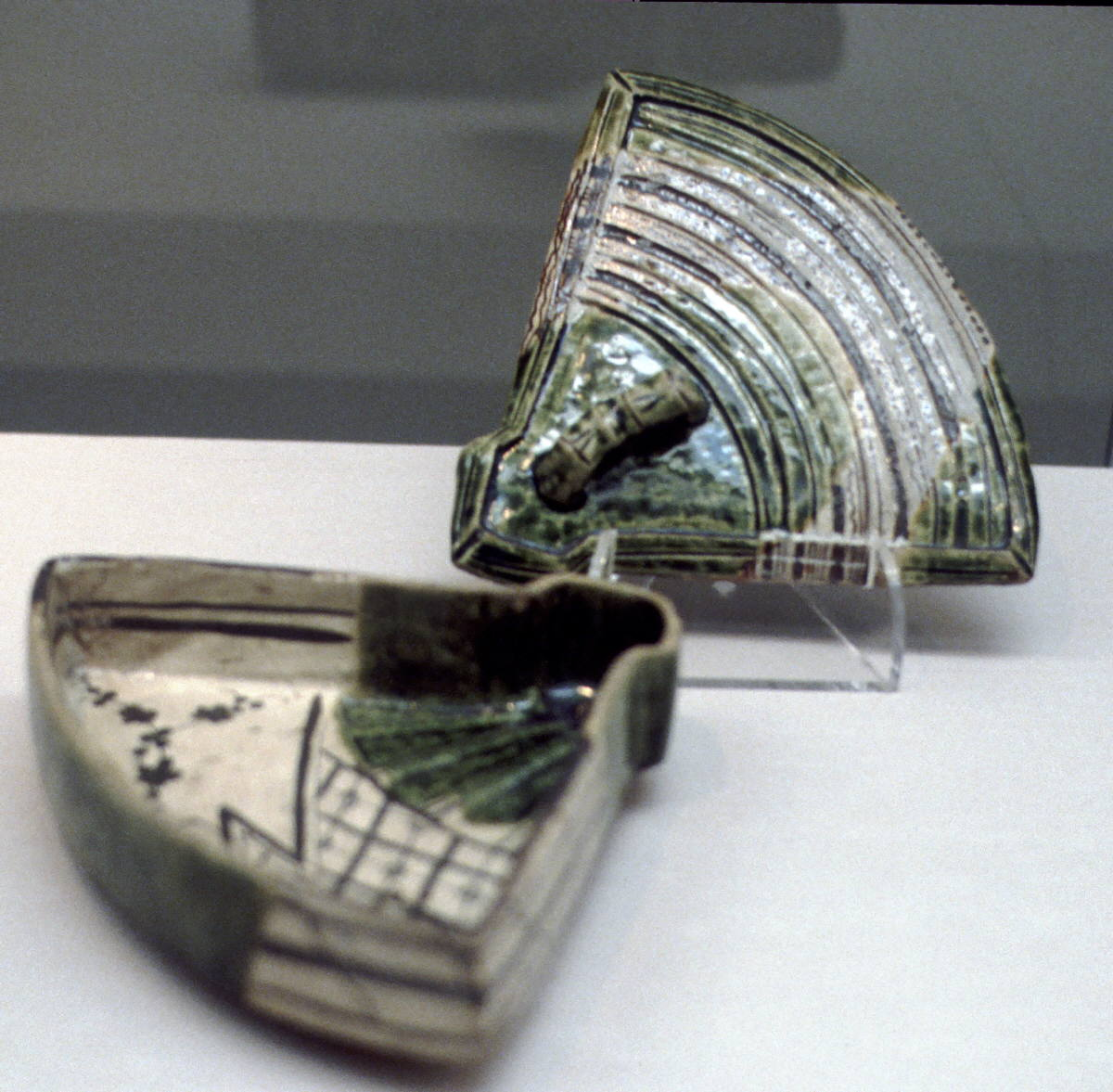
Beispiel einer Mino-Keramik, fächerförmiges Essgeschirr im Oribe-Stil

Mino-Keramik (jap. 美濃焼, Mino-yaki) ist die allgemeine Bezeichnung für japanische Keramikprodukte, die hauptsächlich in Kani, Mizunami, Toki und Tajimi in der Präfektur Gifu (früher: Provinz Mino) hergestellt werden. Die Mino-Keramik wurde am 22. Juli 1978 vom METI als traditionelles Kunsthandwerk deklariert. Die Mino-Keramik macht ca. die Hälfte der Keramikproduktion aus, womit die Tōnō-Region, in der die Mino-Keramik hergestellt wird, das größte Zentrum der Keramikproduktion in Japan darstellt.

## Überblick
Die Mino-Keramik geht auf die Sue-Keramik der Heian-Zeit zurück, die in der Kamakura-Zeit vor allem im Umkreis der Stadt Seto, als einer der „Sechs alten Brennöfenstätten Japans“ unter der Bezeichnung Ko-Seto (古瀬戸), „alte Seto-Keramik“, in Tunnelöfen (Anagama) gebrannt und entwickelt wurde. Erste Brennöfen in der Provinz Mino entstanden verstreut um die Stadt Toki bereits Anfang des 15. Jahrhunderts. Bedingt durch die Kriegswirren und die Wirtschaftspolitik Oda Nobunagas zogen viele Töpfer aus Seto in die Region, ließen sich nieder und errichteten eine Vielzahl von Brennöfen. Diese Töpfer schufen mit der repräsentativen „Mino-Momoyama-Keramik“ (美濃桃山陶, Mino Momoyama sue) in der darauffolgenden Epoche, der Azuchi-Momoyama-Zeit, die Grundlage der Mino-Keramik. Die Edo-Zeit brachte zwei weitere Entwicklungen: zum einen wurden die Tunnelöfen durch Mehrkammer-Hangöfen (連房式登窯, renbōshiki-noborigama) ersetzt, zum anderen entstand mit der Oribe-Keramik eine neue Form der Mino-Keramik, die insbesondere für Teesgeschirr verwendet wurde. Mitte der Edo-Zeit wurde dann die sogenannte „Ofukei-Keramik“ (御深井焼, Ofukei-yaki), Anm. die sich durch eine transparente Ascheglasur und die Verwendung von Feldspat auszeichnet, gebrannt. Seit dem Ende der Edo-Zeit wird japanisches wie westliches Gebrauchsgeschirr vornehmlich aus Porzellan hergestellt.
Neben der Oribe-Keramik ist die Shino-Keramik mit zumeist weißer Glasur und weitgehend dekorlos die zweite Hauptform der Mino-Keramik. Eine der heute raren alten Shino-Keramiken ist die Teeschale U no hanagaki (卯花墻), die zum Nationalschatz erhoben wurde.

## Lebender Nationalschatz
Nachfolgende Personen, die Mino-Keramik herstellten, wurden als Töpfer zum Lebenden Nationalschatz Japans in der Kategorie Kunsthandwerk ernannt:
- Arakawa Toyozō (1894–1985), geboren in Tajimi, wurde 1955 für seine „Shino-“ und schwarz glasierten „Seto-kuro-Keramiken“ zum Nationalschatz ernannt.
- Katō Hajime (1900–1968), geboren in Seto, wurde 1961 für die Technik der farbigen Dekoration (Irohe) von Keramiken zum Nationalschatz ernannt.
- Tsukamoto Kaiji (1912–1990), geboren in Toki, wurde 1983 für die Technik der weißen und blau-weißen Dekoration von Keramiken zum Nationalschatz ernannt.
- Suzuki Osamu (1934-), geboren in Toki, wurde 1994 für seine im Gasbrennofen hergestellten „Shino-Keramiken“ zum Nationalschatz ernannt.

## Bilder

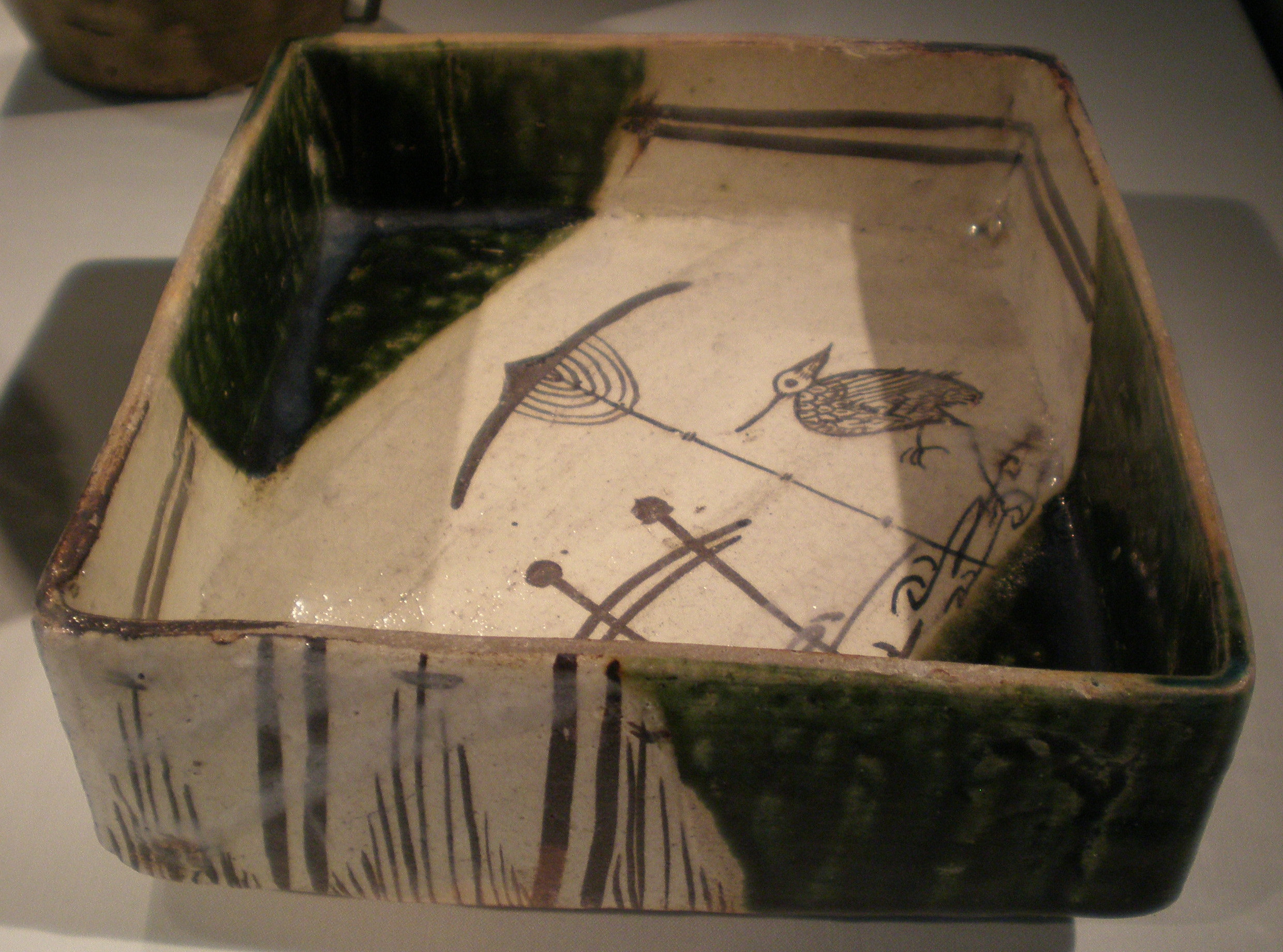
Eckiger Teller im Oribe-Stil (Fine Arts Museums of San Francisco)
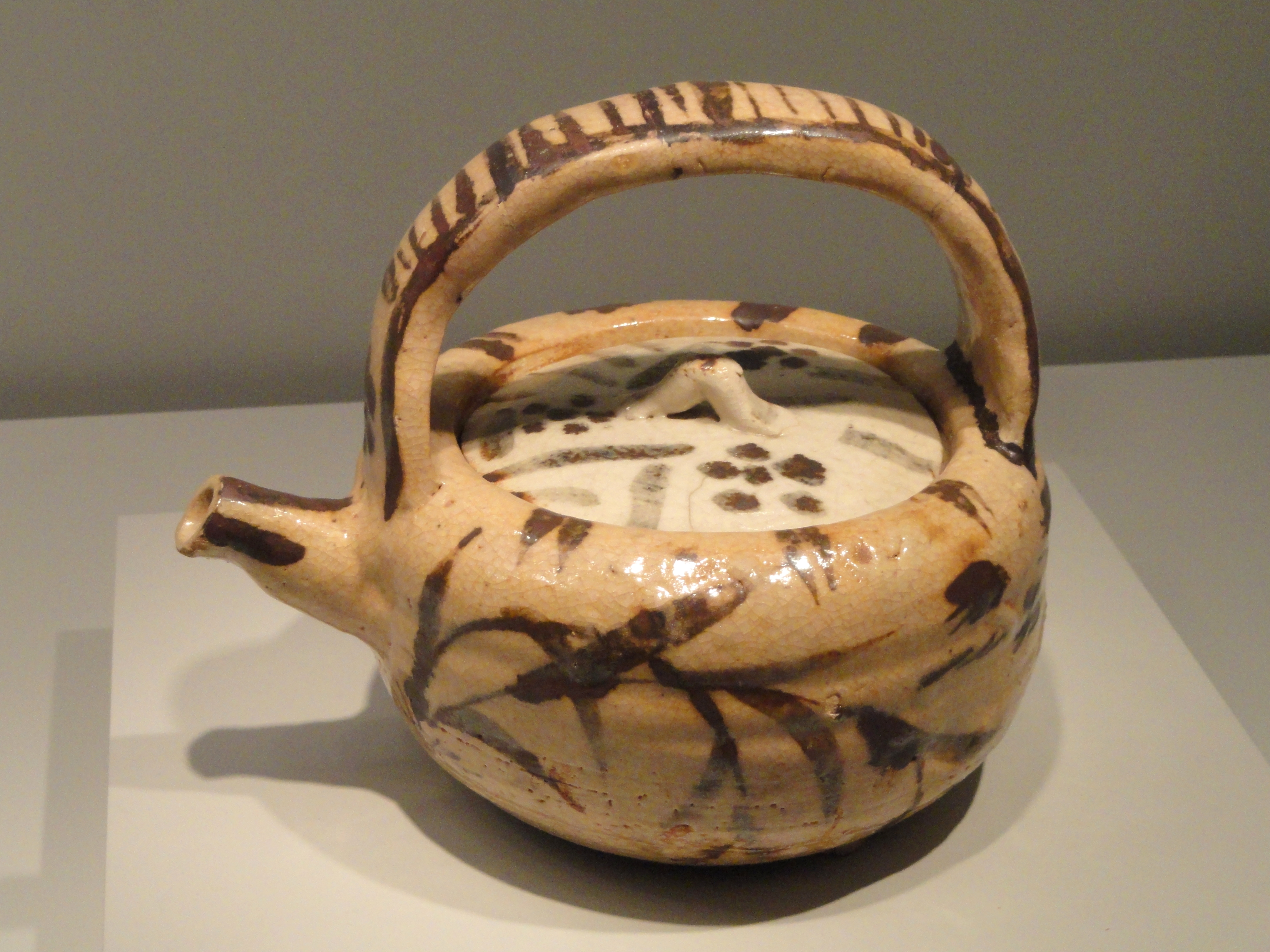
Teekanne zum Reinigen von Teeutensilien während der Teezeremonie, Shino-Stil (Kunstmuseum Chicago)
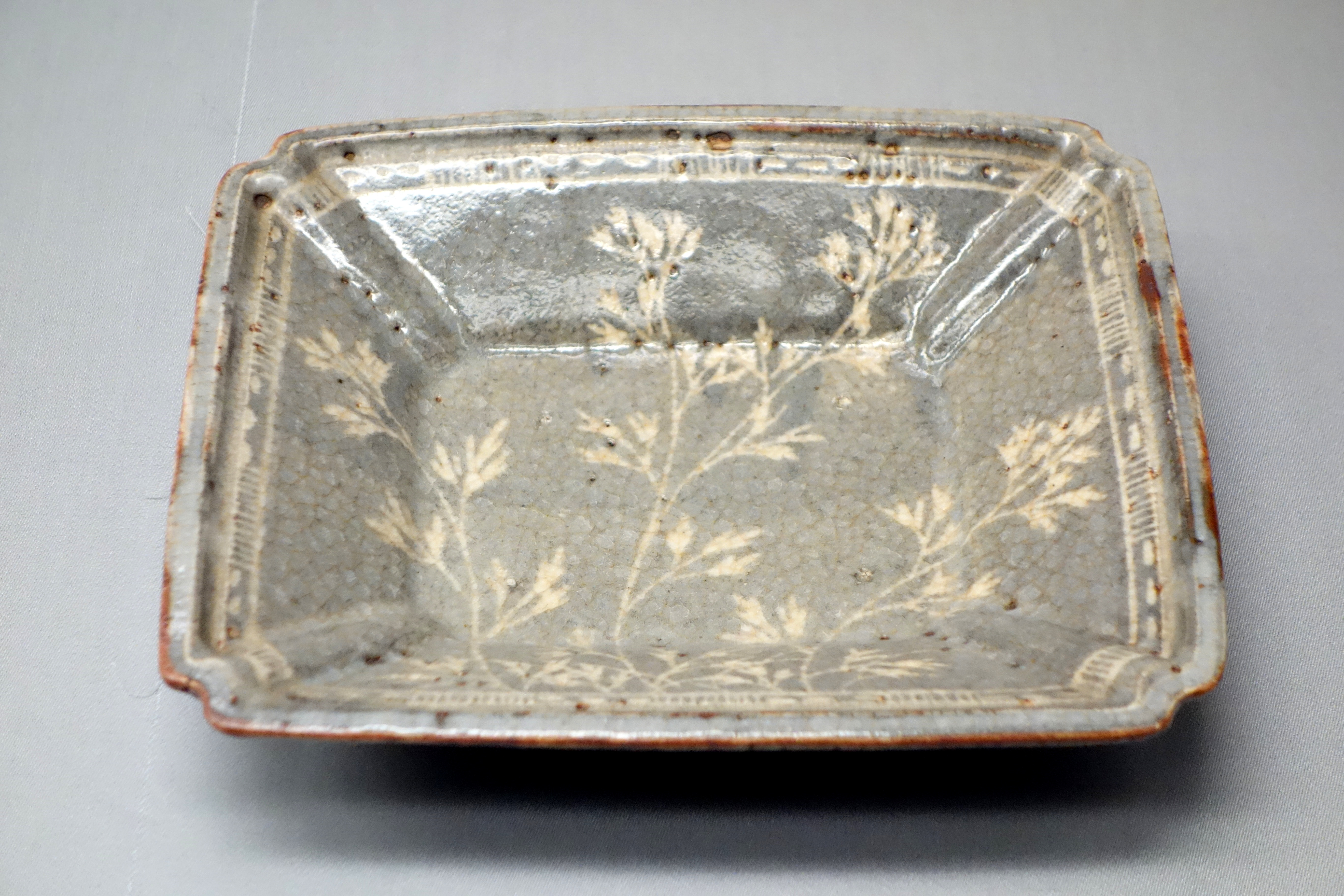
Teller mit Herbstblumen im Shino-Stil (Nationalmuseum Tokio)
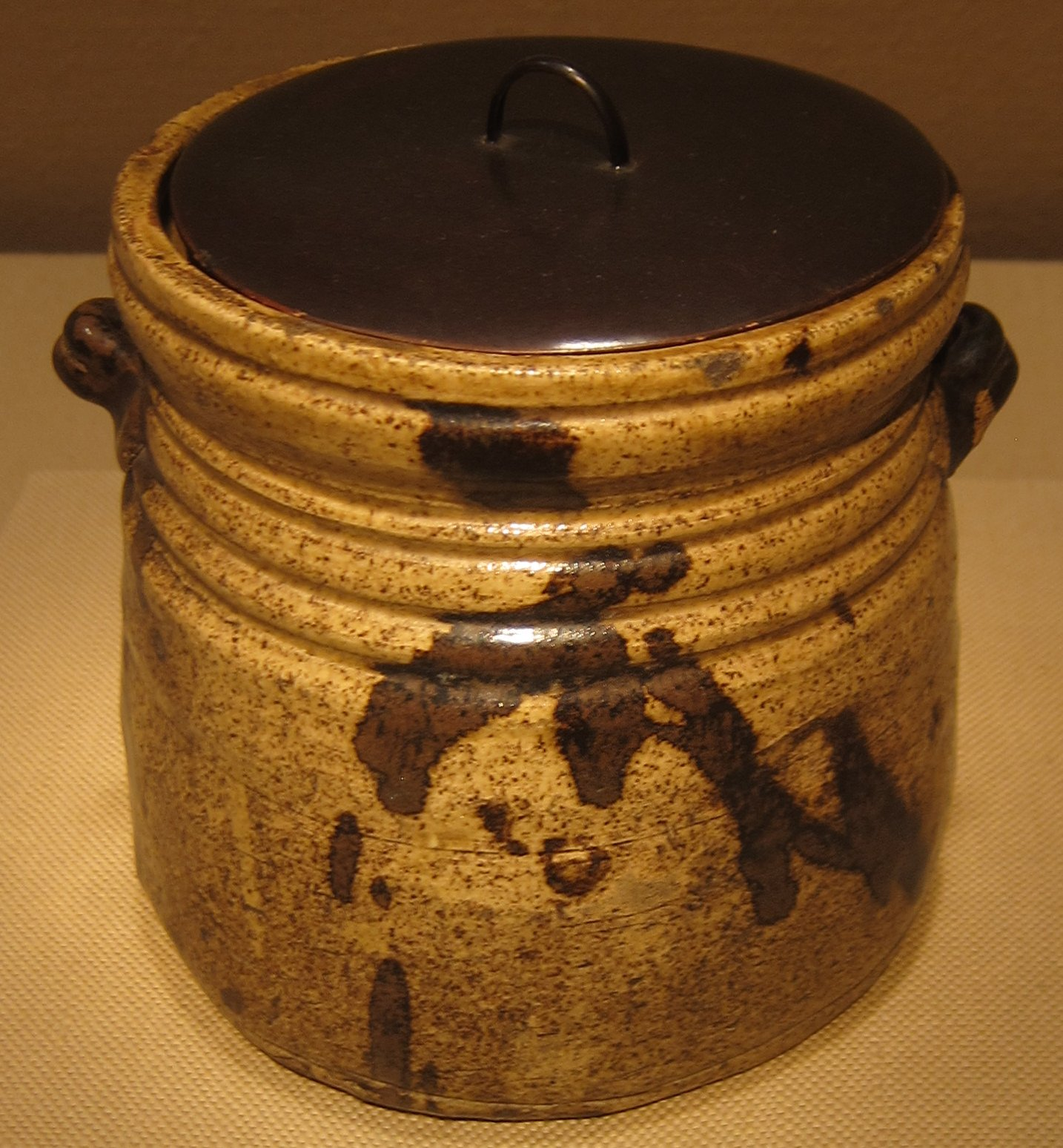
Wassergefäß (mizusashi), Seto-Keramik (Metropolitan Museum of Art)